# Arnie David Giralt
Arnie David Giralt (né le 26 août 1984 à Santiago de Cuba) est un athlète cubain spécialiste du triple saut.

## Carrière
Il est surtout connu pour sa médaille d'or aux championnats du monde junior en 2002. C'est le fils de David Giralt, sauteur en longueur.
Sa meilleure performance datait des championnats du monde de Paris en 2003. En qualifications, il sautait à 17.31 m. Après l'avoir améliorée en 2008, en finale des Jeux olympiques à Pékin (17,52 m), il la porte à 17,62 m le 25 avril 2009 à La Havane.

## Palmarès
| Date | Compétition                    | Lieu          | Résultat | Marque  |
| ---- | ------------------------------ | ------------- | -------- | ------- |
| 2001 | Championnats du monde jeunesse | Debrecen      | 2e       | 16,33 m |
| 2002 | Championnats du monde juniors  | Kingston      | 1er      | 16,68 m |
| 2003 | Championnats du monde          | Paris         | 4e       | 17,23 m |
| 2004 | Championnats ibéro-américains  | Huelva        | 1er      | 17,12 m |
| 2005 | Championnats du monde          | Helsinki      | 8e       | 17,09 m |
| 2007 | Championnats du monde          | Osaka         | 7e       | 16,91 m |
| 2008 | Championnats du monde en salle | Valence       | 2e       | 17,47 m |
| 2008 | Jeux olympiques                | Pékin         | 4e       | 17,52 m |
| 2009 | Championnats du monde          | Berlin        | 5e       | 17,26 m |
| 2009 | Finale mondiale                | Thessalonique | 1er      | 17,45 m |
| 2010 | Championnats du monde en salle | Doha          | 3e       | 17,36 m |

## Records personnels
| Épreuve     | Épreuve      | Performance | Lieu      | Date          |
| ----------- | ------------ | ----------- | --------- | ------------- |
| Triple saut | En plein air | 17,62 m     | La Havane | 25 avril 2009 |
| Triple saut | En salle     | 17,47 m     | Valence   | 9 mars 2008   |

## Sources et notes
1. ↑  Bien que la graphie Girat soit fréquente et souvent reproduite (IAAF notamment), il semble bien que Giralt soit la forme correcte.

- (en) Cet article est partiellement ou en totalité issu de l’article de Wikipédia en anglais intitulé « Arnie David Giralt » (voir la liste des auteurs).